# Brizynfony
Fabrizio Espinoza más conocido en el ambiente Hip-Hop latinoamericano como Brizynfoy MC chileno originario de Quilpué en la 5.ª región de  Chile. Conocido por ser exintegrante del exitoso grupo  King Kong Click, tanto como por su carrera como solista.

## Historia
Brizy comienza su carrera en Quilpué con el grupo Ninja Sekta en el 2004 con el que editan el álbum Super Ninjas de forma independiente, el disco fue muy bien recibido en la escena de Hip Hop chilena lo cual hizo que se llegara a escuchar por todo Latinoamérica esto aumentó la popularidad del grupo.
En el año 2007 toma la decisión de abandonar Ninja Sekta y junto con Bubaseta forman un nuevo grupo  King Kong Click, con el cual el año 2008 editan el primer disco del grupo de manera independiente llamado  "La Ley del Simio", el cual tuvo gran aceptación dentro del hip-hop nacional. Después de la exitosa acogida del primer disco del grupo Brizy sigue su carrera como solista editando mix tapes, y un compilado de canciones de sus comienzos 2011 King Kong Click edita el segundo disco del grupo junto a dos nuevos integrantes SubWoff ER Y DJ Sadecc  y deciden llamarlo  ''Asuntos de simios'', este disco es muy importante para la carrera de el y sus compañeros, el disco cuenta con miles de descargas, en países como Argentina, Brazil, Colombia y Mexico entre otros. En el año 2012 decide editar un proyecto solista  titulado "MuchoFlow Fat" mientras que a la vez se encontraba trabajando con sus compañeros en lo que seria el tercer disco de la banda titulado ''Buena Suerte''.
en el año 2014 es expulsado del grupo debido a problemas internos, en este momento se encuentra trabajando en un nuevo proyecto el cual pronto estará disponible.

## Discografía

### Solista
- 2006–2007 - Compilado
- 2009 - Sinfonía del misterio
- 2010 - MR Drama Mixtape
- 2012 - MuchoFlow Fat

### King Kong Click
- 2008 - La ley del Simio (King Kong Click)
- 2011 - Asuntos de Simios (King Kong Click)
- 2013 - Buena Suerte (King Kong Click)

### Ninja Sekta
- 2007 - Super Ninjas (Independiente)

### Kabalah
- 2014

## Vídeos
- I AM HIP HOP
- Son 24 Pepas Video Oficial by Rolo

## Vídeos king kong click
- 4 RILLAZ
- Primera flor + Me volví loco
- TRAIGO FISH FRESCO